# Leopold Mozart College of Music
Das Leopold Mozart College of Music (LMC) in Augsburg wurde 2008 nach dem Vorbild der Universitäten Mainz und Münster als „Musikhochschule in der Universität“ gegründet. Als Zentrum für Musik und Musikpädagogik ist es der Philosophisch-Sozialwissenschaftlichen Fakultät der Universität Augsburg angegliedert.
Das LMC ist im Gebäude der Oberpostdirektion Augsburg angesiedelt. Im Oktober 2008 wurde der reguläre Studienbetrieb in den Bachelor- und Masterstudiengängen aufgenommen. Die Bezeichnung „College“ trägt die Institution seit Mai 2023.

## Allgemeines
Das LMC als künstlerische Abteilung einer Universität ist (zusammen mit Münster, Mainz und Halle-Wittenberg) ein Bildungsmodell in Deutschland, dessen spezielle Kompetenz die Verbindung von Kunst und Wissenschaft ist. Durch die Vernetzung des Leopold Mozart College of Music mit der Philosophisch-Sozialwissenschaftlichen Fakultät und der Universität wird ein integrativer Spielraum von Kunst und Wissenschaft eröffnet.
Dieses Modell bietet sowohl zusätzliche Bildungschancen für die Studierenden der künstlerischen bzw. künstlerisch-pädagogischen und künstlerisch-therapeutischen Studiengänge als auch für die Universität und Studierenden anderer Studienfächer. So wird u. a. die Vernetzung von Musik, Musikpädagogik und Musiktherapie mit dem im Aufbau befindlichen „Interdisziplinären Gesundheitszentrum für Forschung, Lehre, Praxis, Prävention und Weiterbildung der Universität“ und dem „Institut für Musiktherapie der Universität Augsburg“(IMTUA) im Hinblick auf psychosoziale Prävention mit Musik vorangetrieben. Das LMC verfolgt und evaluiert innovative Ansätze. Dies sind einerseits ganze Studiengänge mit besonderem Profil wie Elementare Musikpädagogik, Instrumental- und Vokalpädagogik oder Blasorchesterleitung, der Master of Music oder der berufsbegleitende Masterstudiengang Musiktherapie, aber auch interdisziplinäre Ansätze wie z. B. Üben im Flow, mentales Training, Taketina-Rhythmuspädagogik, Improvisation, Fördermaßnahmen und psychosoziale Prävention mit der Musik, die Arbeit des Interdisziplinären Forums für künstlerische Interpretation usw.

## Geschichte

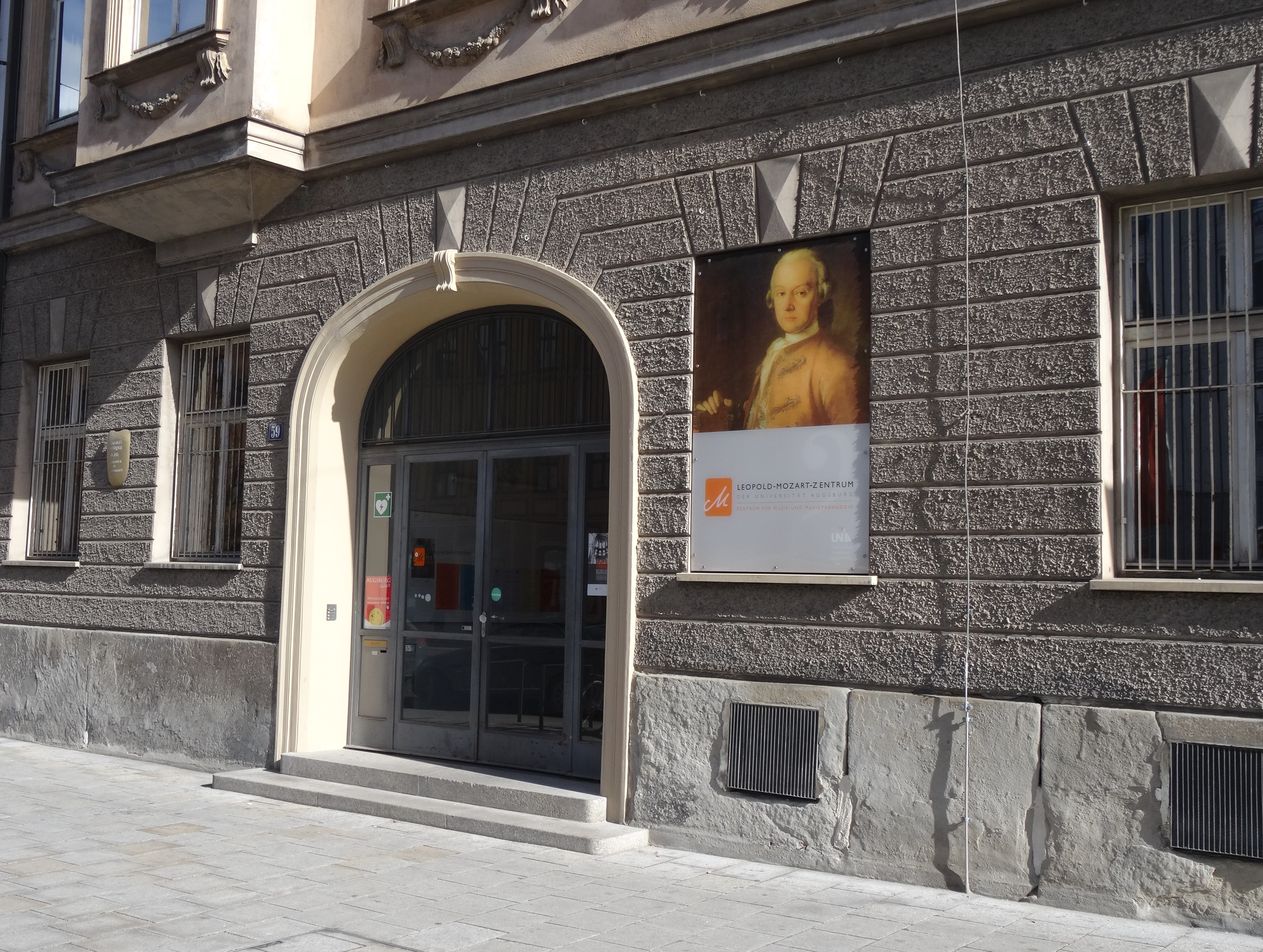
Leopold-Mozart-Zentrum in der Maximilianstraße

Das Leopold Mozart College of Music ist eine Nachfolgeeinrichtung des Leopold-Mozart-Konservatoriums der Stadt Augsburg sowie der Hochschule für Musik Nürnberg-Augsburg.
Durch einen Beschluss des bayerischen Landtags vom 6. Mai 2008 wurde die kommunale Musikhochschule Nürnberg-Augsburg aufgelöst und Teile ihres Lehrkörpers und der dort Studierenden in die Philosophisch-Sozialwissenschaftliche Fakultät der Universität integriert, zu der von jeher schon Musikpädagogik (Lehramt, Magister) und Musikwissenschaft gehörten. Das 2008 eröffnete „Leopold-Mozart-Zentrum – Zentrum für Musik und Musikpädagogik“ wurde als wissenschaftliche und künstlerische Einrichtung konzipiert, deren Ziel die Förderung von Lehre, Kunst, Forschung und Weiterbildung im Bereich Musik sowie deren außenwirksame Darstellung in der Öffentlichkeit ist. Bei seiner Gründung lag die Leitung des Leopold-Mozart-Zentrums in den Händen von Rudolf-Dieter Kraemer (Musikpädagogik), und Bernhard Tluck (Violine). Mit 1. Oktober 2010 ging diese dann an Tonius Timmermann (Musiktherapie), und den stellvertretenden Leiter Julius Berger (Violoncello) über. Von Oktober 2012 bis Oktober 2014 leitete Franz Körndle (Musikwissenschaft) gemeinsam mit Harald Harrer (Klarinette) (seit 1. Oktober 2013) das Zentrum. Anfang 2015 übernahmen Andrea Friedhofen (EMP) und erneut Tonius Timmermann die Leitung des LMZ. Mit Andrea Friedhofen war zum ersten Mal eine Frau in der Leitung tätig. Ende 2015 schied Tonius Timmermann altersbedingt aus der Leitung des LMZ aus und beendete seine aktive Universitätskarriere als das bis dahin insgesamt am längsten amtierende Mitglied der Leitung des LMZ. Er blieb weiterhin als Lehrbeauftragter tätig. Nach dem Ausscheiden von Tonius Timmermann wurde das LMZ von Andrea Friedhofen, Bernhard Hofmann und Werner Schneider geleitet. Ab November 2017 lag die Leitung in den Händen von Andrea Friedhofen, Christoph Hammer (historische Tasteninstrumente) und Dominik Wortig (Gesang). Von Oktober 2021 bis September 2023 waren Franz Körndle und Dominik Wortig kommissarische Leiter, seit Oktober 2023 wird das Institut von Dominik Wortig und Karsten Nagel geleitet. Zum 1. Mai 2023 erhielt das Musikausbildungsinstitut die neue Bezeichnung „Leopold Mozart College of Music“ (LMC), die auch mit einer konzeptionellen Neuausrichtung einhergeht.

## Studienangebot
Das Leopold Mozart College of Music bietet alle gängigen künstlerischen und musikpädagogischen Studiengänge sowie Musiktherapie an, eingebettet in das Bachelor-Master-System.

### Bachelor of Music
Das Bachelor-Studium Musik dient der Berufsvorbereitung für die Tätigkeit als Musikpädagoge. Das Studium entspricht internationalen Standards und zielt auf ein breites, zukunftsorientiertes, professionelles Betätigungsfeld ab. Aufbauend auf einer grundlegenden künstlerischen und pädagogischen Ausbildung wird dem Wunsch nach Mehrfachqualifikation durch entsprechende zukunftsweisende Profilbildung Rechnung getragen.
Die Grundstruktur des Bachelorstudiengangs sieht nach einem künstlerisch-praktischen, musikwissenschaftlich-theoretischen und musikpädagogischen viersemestrigen Studium innovative Vertiefungsrichtungen vor: Kinder und Jugendliche mit Migrantenhintergrund oder Förderbedarf, Hochbegabtenförderung, verstärkte Anstrengungen beim Aufbau von Streicher-, Bläserklassen und gemischten Musiziergruppen an allgemein bildenden Schulen, Verbreiterung des Angebots unterschiedlicher Stilrichtungen und Berücksichtigung medialer Kompetenzen, Vermittlungsangebote mit musikwissenschaftlich-musiktheoretischen Inhalten, Spezialisierung auf eine künstlerische Karriere für künstlerisch herausragende Studierende.
Vertiefungsrichtungen Instrumental- und Gesangspädagogik
- Elementare Musikpädagogik
- Klassenmusizieren
- Jazz/Pop/Musikmedien
- Musikwissenschaft/Musiktheorie
- Künstlerische Ausbildung

Vertiefungsrichtungen Elementare Musikpädagogik
- Interkulturelle musikalische Erziehung
- Musiktherapeutische Elemente
- Künstlerisch-pädagogische Ausbildung (Stimme, Instrument)

Vertiefungsrichtungen Blasorchesterleitung
- Instrumentalpädagogik
- Instrumentalpädagogik und künstlerische Ausbildung

### Master of Music
Für Studierende mit herausragenden künstlerischen Leistungen (Voraussetzung: Eignungsprüfung im Hauptfach mindestens mit der Note Sehr Gut) wird ein zweijähriges Masterstudium angeboten. Die künstlerische Vertiefung im Hauptfach dient der künstlerischen Entwicklung und der Erweiterung der spezifischen technischen, interpretatorischen Kompetenzen sowie dem Erwerb musikspezifischer Kenntnisse. Als besonderes Profil der Ausbildung an der Universität Augsburg sind Veranstaltungen vorgesehen, die der Reflexion künstlerischer Interpretation dienen (kultur-, zeit- und rezeptionsgeschichtlicher Kontext). Das „Interdisziplinäre Forum für künstlerische Interpretation“ führt Komponisten, Interpreten, Dozenten und Studierende zusammen, die gemeinsam ein Werk erarbeiten und zur Aufführung bringen.
Komplementär zu dieser künstlerischen BA-Anschlussoption wird ein auf Musikvermittlung für Kinder, Jugendliche und Erwachsene ausgerichteter interdisziplinärer Master-Studiengang „Musikvermittlung/Konzertpädagogik“ angeboten.

### Berufsbegleitender Masterstudiengang Musiktherapie
Seit dem Wintersemester 2004/2005 wird ein berufsbegleitende Weiterbildungsstudiengang Musiktherapie mit Masterabschluss (Master of Arts Music Therapy) angeboten. Angesprochen werden sollen vor allem Menschen, die in interaktionell betonten Berufen (z. B. Pädagogen oder Therapeuten) arbeiten, in denen eine spezifische musiktherapeutische Qualifizierung die Arbeit mit der jeweiligen Klientel verbessern kann.
Die Regelstudienzeit beträgt sechs Semester (Blockunterricht: ein Langblock im Umfang von 9 Tagen, vier Wochenendblöcke a 4 Tage jeweils von Donnerstag bis Sonntag). Voraussetzungen für diesen Studiengang sind:
- ein abgeschlossenes musikalisches, medizinisches, psychologisches, pädagogisches oder vergleichbares Hochschulstudium
- dreijährige Berufserfahrung
- Selbsterfahrung: mindestens je 15 Einzel- und Gruppensitzungen
- ein klinisches Vorpraktikum (vierwöchig bzw. entsprechend geblockt)
- Bestehen der Eignungsprüfung

Die Studiengebühr beträgt 500 €. Erforderlich sind außerdem Einzellehrmusiktherapie und Supervision. Kosten: ca. 200,00 – 250,00 € pro Monat über drei Jahre.
Promotionsstudiengang
Auf Beschluss des Fakultätsrats wurde im Dezember 2008 die Promotionsordnung der Universität um das Fach Musiktherapie (Haupt- und Nebenfach) erweitert. Absolventen des Augsburger Masterstudiengangs sowie vergleichbarer Abschlüsse anderer staatlicher Hochschulen mit einer Mindestnote von 2,5 können an der Universität Augsburg  promovieren. Fachhochschul-Absolventen mit einem staatlichen Abschluss in Musiktherapie und mit einem Notenschnitt von mindestens 1,5 können ebenfalls an der Universität Augsburg im Fach Musiktherapie promovieren, sofern sie zusätzliche Studienleistungen nach Maßgabe der Promotionsordnung erbringen. Ein innerhalb des Fachbereichs Musiktherapie halbjährlich stattfindendes Doktorandenseminar begleitet die Promotion.
„Forschungsstelle Musik und Gesundheit“
Die Forschungsstelle umfasst die Schwerpunkte:
1. „Werkstatt für musiktherapeutische Forschung Augsburg“
2. Interdisziplinäre Vernetzung mit relevanten Institutionen
3. Forschungsorientierte Projekte mit Studenten
4. Zusammenarbeit mit dem Promotionsstudiengang im Fach Musiktherapie

Die Forschungsstelle strebt eine enge Zusammenarbeit mit anderen wissenschaftlichen Disziplinen der Philosophisch-Sozialwissenschaftlichen Fakultät und der Universität an. Auch mit dem Fachbereich Politikwissenschaft (Schwerpunkt Friedens- und Konfliktforschung) sind Kontakte geknüpft und Zusammenarbeit geplant.
„MTZ – Musiktherapiezentrum Universität Augsburg“
Dieses Zentrum soll, finanziert durch einen Förderverein, musiktherapeutische Behandlung in Kombination mit Lehre und Forschung ermöglichen. Es geht darum, dass aus medizinischer Sicht ein erheblicher musiktherapeutischer Behandlungsbedarf bei Augsburger Kindern, Jugendlichen und Erwachsenen besteht, dieser aber von Kassen und Ämtern nur in Ausnahmefällen finanziert wird.

## Persönlichkeiten

### Absolventen
- Klaus Ammann (* 1949), Komponist
- Anja Augustin (* 1974), Oper-, Operetten-, Lied- und Konzertsängerin in der Stimmlage Sopran
- Christiane Brammer (* 1965), Schauspielerin
- Measha Brueggergosman (* 1977), Opernsängerin und Moderatorin
- Markus Brutscher (* 1966), Opernsänger
- Werner Egk (1901–1983), Komponist
- Julia Fischer (* 1983), Geigerin und Pianistin
- Robert Görl (* 1955), Schlagzeuger der Band DAF
- Christian Gruber (* 1965), Mitglied des Gitarrenduos Gruber & Maklar
- Wolfgang Grünbauer (* 1965), Dirigent
- Christoph Hartmann (* 1965), Oboist
- Wilfried Hiller (* 1941), Komponist
- Rainer Maria Jilg (* 1978), Journalist und Fernsehmoderator
- Eugen Jochum (1902–1987), Dirigent
- Georg Ludwig Jochum (1909–1970), Dirigent
- Otto Jochum (1898–1969), Komponist und städtischer Musikdirektor in Augsburg
- Thomas Krettenauer (* 1958), Musikwissenschaftler und Professor für Musikdidaktik an der Universität Paderborn
- Susanne Lautenbacher (1932–2020), Violinistin und Hochschullehrerin
- Johannes Lipp (* 1979), Tubist, Gründungsmitglied des Blechbläserquintetts des Deutschen Symphonie-Orchesters Berlin
- Peter Maklar (* 1964), Mitglied des Gitarrenduos Gruber & Maklar
- Adalbert Meier (1926–2021), katholischer Kirchenmusiker
- Iva Mihanovic (* 1978), Opernsängerin
- Florian Mock (* 1974), Oper-, Operetten-, Lied- und Konzertsänger in der Stimmlage Lyrischer Tenor
- Hermann Regner (1928–2008), Musikpädagoge und Komponist
- Ulrich Reß (* 1956), Oper-, Operetten-, Lied- und Konzertsänger in der Stimmlage Tenor
- Magda Schneider (1909–1996), Schauspielerin und Mutter von Romy Schneider
- Irmgard Seefried (1919–1988), Oper-, Operetten-, Lied- und Konzertsängerin in der Stimmlage Lyrischer Sopran
- Gerhard Siegel (* 1963), Opernsänger in der Stimmlage Tenor
- Erich Robert Sorge (1933–2002), Kirchenmusiker und Komponist
- Walter Tuschla (1938–2011), Komponist
- Mathias Wehr (* 1984), Dirigent und Klarinettist

### Dozenten und Professoren
- Julius Berger (* 1954), Professor für Kammermusik und Violoncello
- Frieder Bernius (* 1947), Professor für Gesang und Oratorien
- Hans-Joachim Beyer (* 1940), Professor für Gesang
- Dorothea Chryst (* 1940), Dozentin für Gesang
- Daniel Mark Eberhard (* 1976), Pianist, Gründer der universitären Big Band und Professor für Musikpädagogik und Digitale Medien
- Martin Fogt (* 1955), Dozent für Gesang, Sprecherziehung und Musikgeschichte
- Lorenzo Ghielmi (* 1959), Professor für Orgelliteratur und Orgelspiel
- Agnes Habereder (* 1954), Dozentin für Gesang
- Maurice Hamers (* 1962), Professor für Blasorchesterleitung
- Christoph Hammer (* 1966), Cembalist und Pianist, Professor für historische Tasteninstrumente
- Liat Himmelheber (* 1956), Lehrbeauftragte für Gesang
- Gerhard Jenemann (* 1951), Dozent für Chor und Chorleitung
- Otto Jochum (1898–1969), Direktor des Konservatoriums
- Stephan Kaller (* 1957), Dozent für Korrepetition und Liedgestaltung
- Franz Kelch (1915–2013), Dozent für Gesang
- Uwe Kleindienst (* 1961), Professor für Trompete
- Willi Leininger (1907–1971), Dozent für Musik und Musiktheorie
- Harald Lillmeyer (* 1959), Dozent für Gitarre, Kammermusik und Neue Musik
- Emmy Lisken (1923–2020), Dozentin für Gesang
- Thomas Ludescher (* 1969), Dozent für Blasorchesterleitung
- Karl Maureen (1938–2025), Professor für Kirchenmusik und Orgelliteraturspiel
- Arthur Piechler (1896–1974), Direktor des Konservatoriums
- Linus Roth (* 1977), Professor für Violine
- Evgenia Rubinova (* 1977), Dozentin für Klavier
- Ernst Fritz Schmid (1904–1960), Mozart-Forscher
- Heinrich Kaspar Schmid (1874–1953), Direktor des Konservatoriums
- Stefan Schulzki (* 1970), Dozent für Musiktheorie und -wissenschaft
- Ernő Sebestyén (* 1940), Dozent für Violine
- Marc Sinan (* 1976), Dozent für Gitarre
- Rudi Spring (* 1962), Dozent für Korrepetition und Liedgestaltung
- Edith Wiens (* 1950), Professorin für Gesang

## Bibliothek
Die Bibliothek des LMC bietet neben der Zentralbibliothek der Universität Augsburg auf dem Campus und der nur wenige Gehminuten entfernten Stadtbücherei Augsburg eine umfassende Auswahl an Fachliteratur, Anschauungsmaterial, Lexika, Partitur-Gesamtausgaben, Noten für alle Instrumentalbereiche, Chor- und Orchestermaterial, sowie Zeitschriften, CDs und DVDs.

## Kooperationen
Das Leopold Mozart College of Music arbeitet mit verschiedenen Ausbildungsstätten und Institutionen zusammen – so bestehen unter anderem Kooperationen mit dem Theater Augsburg und dem Internationalen Leopold-Mozart-Violinwettbewerb, der Juilliard School, New York, dem Conservatorio di Salerno, der Accademia Nazionale di Santa Cecilia in Rom, den Opernfestspielen in Heidenheim an der Brenz, dem Mozartfest und dem Brechtfestival in Augsburg.